# Jan Plewako
Jan Eugeniusz Plewako (ur. 1937 w Wilnie, zm. 26 lutego 2025) – aktor, lalkarz, pedagog.

## Życiorys
Syn Zygmunta. Jeden z najwybitniejszych polskich lalkarzy, uznawany za mistrza klasycznych form lalkowych, takich jak jawajka czy kukła. Jako aktor był związany z teatrami: Miejskim Teatrem Lalki i Aktora w Wałbrzychu (1955–1959), Pacuś w Wałbrzychu (1959–1964), Teatrem Lalek w Wałbrzychu (1964–1966), Chochlik we Wrocławiu (1966–1968), Wrocławskim Teatrem Lalek (1968–1976), Białostockim Teatrem Lalek (1976–1979), Guliwer w Warszawie (1979–1985), Baj w Warszawie (1985–2010).
W latach 1972–1976 był wykładowcą PWST w Krakowie Wydział Zamiejscowy we Wrocławiu. Wykładowca Wydziału Sztuki Lalkarskiej od początku istnienia tej placówki. Jako pedagog jest wychowawcą kilku pokoleń polskich lalkarzy. Nosi tytuł Profesora Akademii Teatralnej. W latach 1987–1990 pełnił obowiązki dziekana Wydziału Lalkarskiego w Białymstoku.

## Ordery i odznaczenia
- Krzyż Kawalerski Orderu Odrodzenia Polski (1986)
- Złoty Krzyż Zasługi (16 maja 2011)[5]
- Srebrny Krzyż Zasługi (dwukrotnie: 1985, 27 września 1995[2])
- Złoty Medal „Zasłużony Kulturze Gloria Artis” (10 września 2020)[6]
- Srebrny Medal „Zasłużony Kulturze Gloria Artis” (9 października 2008)[6]
- Odznaka „Zasłużony Działacz Kultury” (dwukrotnie: 1972, 2003)
- Odznaka „Zasłużony dla miasta Wrocławia” (1976)
- Medal z okazji 100-lecia istnienia ZASP (2019)[7]

Źródło:.

## Nagrody
- nagroda na Ogólnopolskim Festiwalu Sztuk Małoobsadowych w Warszawie za role w przedstawieniu Bomba w oazie Tongo J. Ośnicy w reż. A. Rettingera (1965)
- I nagroda na III Ogólnopolskim Festiwalu Teatrów Lalek w Opolu za rolę Św. Piotra w O chłopie, co wszystkich zwodził J. Ośnicy w reż. W. Dobromilskiego w Państwowym Teatrze Lalek w Wałbrzychu i wyróżnienie za rolę Fuksa w Niech żyje król w reż. K. Krzyżagórskiego (1967)
- wyróżnienie za program Spowiedź w drewnie na II Ogólnopolskim Konkursie Solistów Teatru Lalek w Białymstoku (1973)
- I nagroda na VIII Ogólnopolskim Festiwalu Teatrów Lalek w Opolu za rolę Maćka w przedstawieniu Leć głosie po rosie Natalii Gołębskiej w reżyserii E. Dobraczyńskiego w Państwowym Teatr Lalek w Białymstoku (1977)
- Nagroda Prezesa Rady Ministrów za twórczość aktorską i reżyserską w teatrze lalek (1978)
- Nagroda HENRYK (2011)

Źródło:.